# Bohinjska proga
Bohinjska železniška proga (v italijanščini Ferrovia Transalpina, v nemščini Wocheinerbahn) je 144 kilometrov dolg del sicer 717 kilometrov dolge železniške povezave Praga-Jesenice-Gorica-Trst. Zgrajena je bila med letoma 1900 in 1906 kot povezava srednje Evrope z Jadranskim morjem. Podobno kot italijansko poimenovanje (Transalpina), tudi slovensko (Bohinjska proga) pogosto vključuje tako 89 km dolgo Bohinjsko (Jesenice-Gorica) kot 55 km dolgo t. i. Kraško progo (Gorica-Trst).
Prve zamisli o tej železniški povezavi datirajo v sedemdeseta leta devetnajstega stoletja. Poseben konzorcij, ki so ga ustanovili v Ljubljani, v tedanji kranjski trgovinski in obrtni zbornici, je namreč leta 1872 pripravil spomenico, v kateri so opozorili, »da je ozemlje nekdanjega Ilirskega kraljestva« – slednje naj bi obsegalo največji del današnje Slovenije in pa tudi del tedaj še pretežno s Slovenci naseljenega današnjega zamejstva – »po dograditvi Južne železnice (Dunaj–Trst, leta 1857) ostalo brez železniških povezav«. Polnih dvajset let so nato razpravljali o treh variantah »najkrajše proge do Mediterana«: o t. i. »Loški« progi prek Ljubelja in Škofje Loke ter v dolino Soče, o »Predilski« varianti iz Trbiža prek Predil ali skozi njega in potem naprej proti jugu ter o »Bohinjski progi«, ki je bila realizirana 34 let pozneje. Tako dolgo razpravo pred dokončno izbiro je opravičevala – na kar so opozarjali zlasti geologi – izredna težavnost gradbenih del, in to tudi v primeru, če bi progo izpeljali prek Trbiža, ob Savi Dolinki do Jesenic in nato ob Savi Bohinjki do Črne prsti, kjer naj bi se ta »bohinjska« varianta šele začela. Odločitev o Bohinjski progi je bila sprejeta pod vplivom nemških veleposestnikov, predvsem zaradi plavžarske industrije v okolici Trsta in železarske na Jesenicah.

## Gradnja in objekti na progi
Pripravljalna in gradbena dela na Bohinjski progi so se začela leta 1900, čeprav jo je avstro-ogrski parlament dokončno odobril šele 6. junija 1901 s sprejemom zakona o hkratni gradnji Pyhrnske, Turske in Karavanško-Bohinjske proge, lokacijsko obravnavo in razlastitev pa so opravili novembra 1902. Pri gradnji Bohinjske proge je sodelovalo 14.897 delavcev, ki je gradilo številne objekte, tako predore kot mostove v soteskah Save Bohinjke, Bače in Soče. 
Da bi najkrajšo pot od nemških in gornjeavstrijskih železarjev do tržaškega pristanišča lahko speljali, so morali še pred Jesenicami zvrtati tudi 7975 metrov dolg železniški predor Karavanke med Podrožco in Hrušico skozi Karavanke, kar je sicer povezalo Celovec in Beljak z zgornjesavsko dolino in Ljubljano, za »bohinjsko« varianto pa še 28 predorov skupne dolžine 16,1 km, med njimi je najdaljši bohinjski predor skozi Črno prst pod Koblo v dolino Bače in naprej proti Goriški, dolžine 6327,3) (ob izgradnji pa celo 6.339) metrov. Na Bohinjski progi je zgrajenih še pet galerij in kar 65 mostov. Poleg bohinjskega predora, ki je hkrati še vedno tudi najdaljši povsem slovenski predor (karavanški predor je avstrijsko-slovenski), je rekorder tudi kamniti velikan na Bohinjski progi - most čez Sočo pri Solkanu s kamnitim lokom razpona 85 metrov. Prav zaradi tega tehničnega dosežka - loka iz rezanega-oblikovanega kamna - je Solkanski most še vedno največji železniški kamniti most na svetu in za nemškim cestnim kamnitim mostom preko doline Syratal v Plauenu drugi kamniti most sploh na svetu po dolžini odprtine kamnitega loka.
Nekoliko manj zahtevna je bila trasa potem onkraj Soče (t. i. »Kraška proga«), mimo goriške železniške postaje, ki se je petdeset let pozneje znašla tik ob novi državni meji, zunaj »italijanske« Gorice, in ki se nato vije proti Vipavski dolini mimo Prvačine, Dornberka in Branika ter z vzponom 25 promilov do Štanjela že po kraški planoti, potem pa skozi deželo terana mimo Dutovelj in Krepelj, pod slikovitim Repentabrom (zdaj v Italiji) do Opčin. Tam, nad samim Trstom, sta se »južna« in »bohinjska« železnica srečali. »Južna« potem »beži« od Trsta prek kraške planote proti Nabrežini in od tam naprej proti Gradežu in Benetkam, z enim krakom pa se pri Nabrežini nedaleč od Devina in Sesljana obrača nazaj in se vrača vzdolž obale pod Križem in mimo Miramara ter po 36 kilometrih od Opčin s padcem, ki dosega na nekaterih mestih 16 promilov, prispe na glavno tržaško postajo (Centrale). Bohinjski progi pa so projektanti z Opčin namenili krajšo pot v Trst: ta, za razliko od »južne železnice«, takoj zavije proti vzhodu in tako zaobide tržaško mestno jedro, nato skozi nekaj predorov in prek viaduktov po 16 km prispe mimo škedenjskih plavžev in ladjedelnice na postajo Sv. Andreja (patron tržaške ladjedelnice), ki se od začetka dvajsetih let imenuje Campo Marzio. 
Bohinjska proga je bila dokončana leta 1906, rednemu prometu so jo predali 19. julija istega leta s slovesnim odprtjem, pri katerem je bil navzoč tudi prestolonaslednik Franc Ferdinand.

## Porušitve in obnove proge
Pred prvo svetovno vojno je vozilo po Bohinjski progi dnevno po 70 vlakovnih kompozicij iz Prage, Münchna in Dunaja. Progo od Trsta do Jesenic je vlak premagal v 4 urah. Z nastankom Soške fronte in ofenzivo italijanske vojske leta 1915 je Bohinjska proga spremenila svojo vlogo in značaj: železniške proge so v novonastalih razmerah v Avstro-Ogrski prešle pod komando Vrhovnega vojaškega poveljstva, civilni promet pa je povsem zamrl. Med boji je bila proga prekinjena na več mestih, topovske granate so porušile nekaj mostov, med njimi tudi solkanskega, njegov kamniti lok pa so ob umiku razstrelili avstrijski vojaki. S tem je bil promet po Bohinjski progi povsem onemogočen.
Nekdanji in pričakovani polet Bohinjske proge pa so gotovo zavrle, če ne v marsičem tudi preprečile, tudi nove državne meje: južni del do sredine bohinjskega predora je pripadel Italiji, severni del proti Jesenicam  Jugoslaviji, od sredine karavanškega železniškega predora pa Avstriji. Porušene dele Bohinjske proge so nato obnovili do leta 1927, promet po njej pa je začel oživljati šele po letu 1930.
Tudi konec druge svetovne vojne je Bohinjska proga dočakala znova močno porušena in poškodovana. Nemci so ob umiku razstrelili severni portal bohinjskega predora tako, da je bil promet po progi znova povsem onemogočen. Po mirovni pogodbi z Italijo, sklenjeni 10. februarja 1947 in uveljavljeni 15. septembra istega leta, je večji del proge Jesenice-Trst pripadel Jugoslaviji, meja na njej pa je bila postavljena pri Repentaboru nad Trstom.
Proga je bila zlasti po letu 1960 posodobljena in usposobljena za 20-tonski osni pritisk, v celoti je bil zamenjan zgornji ustroj železnice (tirnice, pragovi, greda iz tolčenca), ojačani in obnovljeni so bili številni mostovi in predori, posodobljene telekomunikacije in signalne naprave. Parna vleka je bila na tej progi ukinjena leta 1974, do danes pa še vedno ni elektrificirana.